# Leinier Domínguez
Leinier Domínguez Pérez (sinh 23 tháng 9 năm 1983 tại La Habana, Cuba) là một đại kiện tướng cờ vua người Mỹ gốc Cuba. 
Anh từng 3 lần vô địch quốc gia vào các năm 2002, 2003 và 2006.
Thành tích tốt nhất tại các giải vô địch thế giới cờ vua của Domínguez vào năm 2004 khi anh lọt vào đến tứ kết, chỉ chịu thua Teimour Radjabov ở ván tie-break.
Giải đấu thành công nhất của anh là Barcelona 2006. Anh giành được 8 điểm / 9 ván và vô địch, xếp trên Vassily Ivanchuk, có hệ số thi đấu lên tới 2932.
Năm 2008 Domínguez vô địch giải CPA 2008, ngoài ra còn vô địch giải Tưởng niệm Capablanca lần thứ 43  và về nhì giải Biel 2008 (cùng điểm với Evgeny Alekseev, thua tie-break), xếp trên Magnus Carlsen.
Ngày 8 tháng 11 năm 2008 anh vô địch giải cờ chớp thế giới tổ chức tại Almaty, Kazakhstan với 11,5 điểm / 15 ván đấu, xếp trên Vassily Ivanchuk, Peter Svidler, Alexander Grischuk và nhiều đại kiện tướng khác.
Tuy nhiên tháng 11 năm 2009, ở giải vô địch cờ chớp thế giới 2009 tại Moskva, Nga, với sự tham dự của 22 kì thủ (vòng tròn hai lượt với 42 vòng đấu), Domínguez chỉ được có 20 điểm, xếp thứ 13 và để mất danh hiệu đương kim vô địch thế giới vào tay Magnus Carlsen .

## Những ván đấu nổi bật
- Magnus Carlsen gặp Leinier Dominguez-Perez, Biel 2008, Phòng thủ Sicilia: biến thể Najdorf, tấn công Adams (B90), ½–½
- Alexander Onischuk gặp Leinier Dominguez-Perez, Biel, 2008, Phòng thủ Gruenfeld: biến thể Nga, Hungary (D97), 0–1
- Leinier Dominguez-Perez gặp Alexander Morozevich, Corus 2009, Phòng thủ Sicilia: biến thể Najdorf, tấn công Anh (B90), 1–0